# 升谷保博
升谷 保博（ますたに やすひろ、1963年4月12日 - ）は、日本出身の工学研究者。専門は機械工学、情報学。レスキューロボットコンテストの発案者。

## 人物
1997年、レスキューロボットの社会的な確立と、教育におけるロボットの活用を両立するものとして、レスキューロボットコンテストを着想。同年、このアイデアを日本機械学会のレスキューロボットRC 分科会において「創造性教育を通したレスキュー技術発展の可能性」として提案し、宮崎文夫、関森大介らと２年間の研究活動を行う。
1999年に田所諭の呼びかけに参加し、大須賀、関森らと共に、ロボリンピック（当時）での競技の実現を目指した「レスキューロボットコンテストの提案」のとりまとめを行う。同年、ロボット創造国際競技大会にレスキューロボットコンテストの公認申請を行い、準公認を得る。レスキューロボット競技の代表として資金調達や事務局の設置に奔走するものの、代表としての役に不向きと考えるようになり、しばらくして大須賀に交代した。
2005年に大阪電気通信大学の教授として着任する。主にコンピュータ言語の科目で教鞭を取るが、同時に、大学内でのロボット製作を通じた創造性教育についての啓蒙活動を行い、同大学内の教員と共に、学生がロボット製作やコンテストに参加しやすい学内組織として自由工房の設置を実現する。この自由工房の委員長となり、レスキューロボットをはじめとした各種ロボットコンテストへの参加や、学内ロボットコンテスト（電通大杯）の開催、小中高を対象としたロボット教室などを開始する。
自由工房において、2006年から３年間、レスキューロボットコンテストの参加チームの指導を担当し、2006年は「ベストポイント賞」を受賞、2007年は総合ポイント2位で「ベストロボット賞」を受賞、2008年は総合ポイント3位で「消防庁長官賞」に導いた。
研究室においては、2009年に開催された RoboCup 2009 世界大会に、学生と共に日本代表チームとして参加し、4位の成績を収めた。

## 略歴
- 1982年3月 東京都立西高等学校 卒業
- 1986年3月 大阪大学基礎工学部 機械工学科 卒業
- 1988年3月 大阪大学大学院 基礎工学研究科 博士前期課程修了
- 1989年3月 大阪大学大学院 基礎工学研究科 博士後期課程中退
- 1989年4月 大阪大学 基礎工学部 機械工学科 助手
- 1995年12月 大阪大学 基礎工学部 機械工学科 講師
- 1997年4月 大阪大学大学院 基礎工学研究科 講師
- 2003年4月 大阪大学大学院 基礎工学研究科 助教授
- 2005年4月 大阪電気通信大学総合情報学部メディアコンピュータシステム学科 教授